# رينيه بوريتش
رينيه بوريتش (بالألمانية: Rene Pauritsch)‏ (4 ديسمبر 1964 بفيينا في النمسا - ) هو مدرب كرة قدم ولاعب كرة قدم نمساوي في مركز الوسط. لعب مع ASK Voitsberg ‏ وغراتزر أي كاي ونادي ليوبن ‏.

## وصلات خارجية
- رينيه بوريتش على موقع قاعدة بيانات كرة القدم.إي يو (الإنجليزية)
- رينيه بوريتش على موقع Soccerbase.com (مدرب) (الإنجليزية)